# Oleksandr Gladkiy
Oleksandr Mykolajovych Gladkiy, född 24 augusti 1987 i Lozova, är en ukrainsk fotbollsspelare som spelar för Dynamo Kiev.

## Meriter
Sjachtar Donetsk
- Premjer-liha: 2008, 2010
- Ukrainska cupen: 2008, 2011, 2012, 2013, 2016
- Ukrainska supercupen: 2008, 2010, 2014, 2015
- Uefacupen: 2009